# Vyskytná nad Jihlavou
Obec Vyskytná nad Jihlavou (do roku 1947 Německá Vyskytná) se nachází v okrese Jihlava v Kraji Vysočina. V důsledku dřívějšího posunu obecní hranice ze středu koryta řeky Jihlavy na pravý břeh řeky, se obec nyní nachází po obou stranách historické zemské hranice Moravy a Čech. Vyskytná nad Jihlavou leží asi 4 km západně od Jihlavy. Žije zde 969 obyvatel.

## Název
Název se vyvíjel od varianty Wizkidna (1226), Gishowels (1303), Gissiwls a Wyskidna (1352), Wiskitna abbatis (1367), Gyssawels a Wyskytna (1399), Vyskydna (1437), Vyskydná německá (1458), Gyeshübl (1468), Wyskytnau (1596), Giessbhiebl (1654), Deutsch Gishübel (1787), Gieszhübel a Německá Wyskitna (1843) až k podobě Německá Vyskytná v roce 1848. Český název je odvozen od říčky Vyskytná, což znamenalo tok, v jehož korytě se nacházejí pařezy, vývraty či kamení. Německý název Gießhübel znamenal místo, kde teče voda.

## Historie
První písemná zmínka o obci pochází z roku 1226. Dříve byla nazývána Německou Vyskytnou (i pro odlišení od nedaleké České Vyskytné, dnes Vyskytné, která leží 10 km na západ), německy Deutsch Gießhübel.
V letech 1869–1920 k obci příslušela osady Bílý Kámen, Hlávkov a Plandry. Od roku 1900 sem přísluší Rounek. 1. ledna 1992 se Hlávkov a Jiřín staly místními částmi obce.

## Přírodní poměry
Vyskytná nad Jihlavou leží v okrese Jihlava v Kraji Vysočina. Nachází se 2,5 km jižně od Bílého Kamene a 8 km od Větrného Jeníkova, 2 km jihozápadně od Plander, 7 km západně od Jihlavy, 2 km severně od Rantířova a Rounku, 6 km východně od Dušejova, 4 km jihovýchodně od Jiřína a 3,5 km od Hlávkova. Geomorfologicky je oblast součástí Česko-moravské subprovincie, konkrétně Křemešnické vrchoviny a jejího podcelku Humpolecká vrchovina, v jejíž rámci spadá pod geomorfologický okrsek Vyskytenská pahorkatina. Průměrná nadmořská výška činí 530 metrů. Nejvyšší bod, U svatého Antonína (629 m n. m.), leží na jižní katastru obce. Obcí protéká Jiřínský potok, který se vlévá do řeky Jihlavy, která tvoří jižní hranici katastru. Část území evropsky významné lokality Zaječí skok, kde žije dvouhrotec zelený, zasahuje i do katastru Vyskytné nad Jihlavou.

## Obyvatelstvo
Podle sčítání 1921 zde žilo v 65 domech 484 obyvatel, z nichž bylo 243 žen. 152 obyvatel se hlásilo k československé národnosti, 331 k německé. Žilo zde 474 římských katolíků, 9 evangelíků a jeden příslušník Církve československé husitské.
| Rok            | 1869  | 1880  | 1890  | 1900  | 1910  | 1921  | 1930  | 1950 | 1961 | 1970 | 1980 | 1991 | 2001 | 2006 | 2014 |
| -------------- | ----- | ----- | ----- | ----- | ----- | ----- | ----- | ---- | ---- | ---- | ---- | ---- | ---- | ---- | ---- |
| Počet obyvatel | 1 040 | 1 116 | 1 139 | 1 158 | 1 150 | 1 082 | 1 083 | 804  | 825  | 687  | 654  | 599  | 623  | 708  | 839  |

| Rok            | 1869 | 1880 | 1890 | 1900 | 1910 | 1921 | 1930 | 1950 | 1961 | 1970 | 1980 | 1991 | 2001 |
| -------------- | ---- | ---- | ---- | ---- | ---- | ---- | ---- | ---- | ---- | ---- | ---- | ---- | ---- |
| Počet obyvatel | 413  | 455  | 461  | 491  | 496  | 484  | 502  | 360  | 398  | 362  | 371  | 347  | 384  |

## Obecní správa a politika

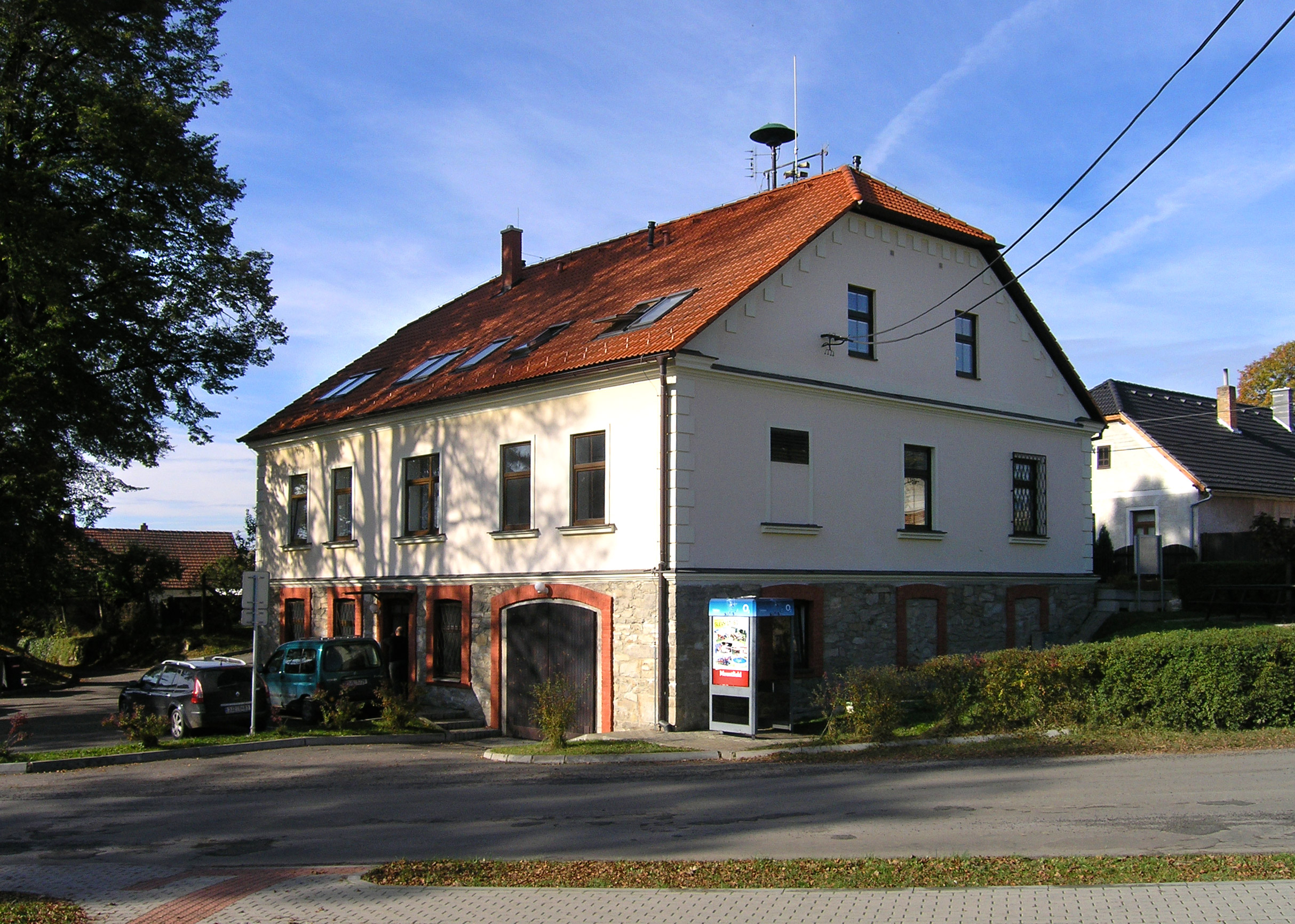
Obecní úřad

### Členění, členství ve sdruženích
Obec má čtyři části Hlávkov, Jiřín, Rounek a Vyskytná nad Jihlavou, které leží na 4 stejnojmenných katastrálních územích a má stejný počet základních sídelních jednotek.
Vyskytná nad Jihlavou je členem a místní akční skupiny Třešťsko.

### Zastupitelstvo a starosta
Obec má 15členné zastupitelstvo, v čele 5členné rady stojí od roku 2018 starostka Mgr. Hana Provázková.
| Období    | Voliči | Účast v % | Mandáty | Výsledky                                                              | Starosta          |
| --------- | ------ | --------- | ------- | --------------------------------------------------------------------- | ----------------- |
| 2002–2006 | 539    | 61,78     | 15      | 6 Sdružení SDS, NK 4 ČSSD 3 Za spokojenost občanů 2 Za uklizenou obec | Vítězslav Vyvíjal |
| 2006–2010 | 556    | 62,23     | 15      | 9 Za trvalý rozvoj obcí 6 Pro lepší budoucnost                        | Vítězslav Vyvíjal |
| 2010–2014 | 643    | 59,10     | 15      | 10 Za lepší budoucnost 5 SNK ZVONY                                    | Petr Böhm         |
| 2014–2018 | 663    | 62,59     | 15      | 9 Za lepší budoucnost 6 VOLBY 2014                                    | Petr Böhm         |
| 2018–2022 | 711    | 62,45     | 15      | 5 Starostové pro občany 10 Volby 2018                                 | Hana Provázková   |
| 2022–2026 | 746    | 42,63     | 15      | 15 Volby 2022                                                         | Hana Provázková   |

### Znak a vlajka
Právo užívat znak a vlajku bylo obci uděleno rozhodnutím Poslanecké sněmovny Parlamentu České republiky dne 18. dubna 2014. Znak: Polcený štít, v pravém modrém poli vztyčený zlatý rošt, levé pole černo-stříbrno-červeně dělené. Vlajka: List tvoří svislý žerďový modrý pruh široký polovinu délky listu se vztyčeným žlutým roštem a tři vodorovné pruhy, černý, bílý a červený. Poměr šířky k délce listu je 2 : 3.

## Hospodářství a doprava
V obci sídlí firmy SCI spol. s r.o., restaurace BK Vyskytná, spol. s r.o., BS sport, s.r.o., KAMILA CHOCOLATES, s.r.o., Skládka Vyskytná, s.r.o., TRENDY FLORIST s.r.o., kovářství, truhlářství, instalatérství, pobočka České pošty a ordinaci zde má pediatr. Obcí prochází silnice III. třídy č. 13111 do Hlávkova, č. 13112 do Plandrů a č. 01945 z Ježené do Rantířova. Dopravní obslužnost zajišťuje dopravce ICOM transport. Autobusy jezdí ve směrech Jihlava, Hojkov, Nový Rychnov, Dudín, Větrný Jeníkov, Herálec a Úsobí. Obcí prochází cyklistická trasa č. 5215 z Rantířova do Bílého Kamene.

## Školství, kultura a sport
Základní škola a mateřská škola Vyskytná nad Jihlavou je příspěvková organizace zřizovaná obcí Vyskytná nad Jihlavou. Kapacita mateřské školy je 37 dětí. Základní škola má dvě třídy pro 1.–5. ročník. Funguje zde knihovna. Působí zde Sbor dobrovolných hasičů Vyskytná nad Jihlavou, Základní organizace Českého zahrádkářského svazu a Myslivecké sdružení Svatý Antonín Vyskytná nad Jihlavou. Firma BK Vyskytná, spol. s r.o. provozuje bowlingové centrum.

## Pamětihodnosti
- Kostel svatého Vavřince
- Boží muka u silnice
- Polní opevnění u osady Rounek
- Kaple sv. Antonína

## Další fotografie

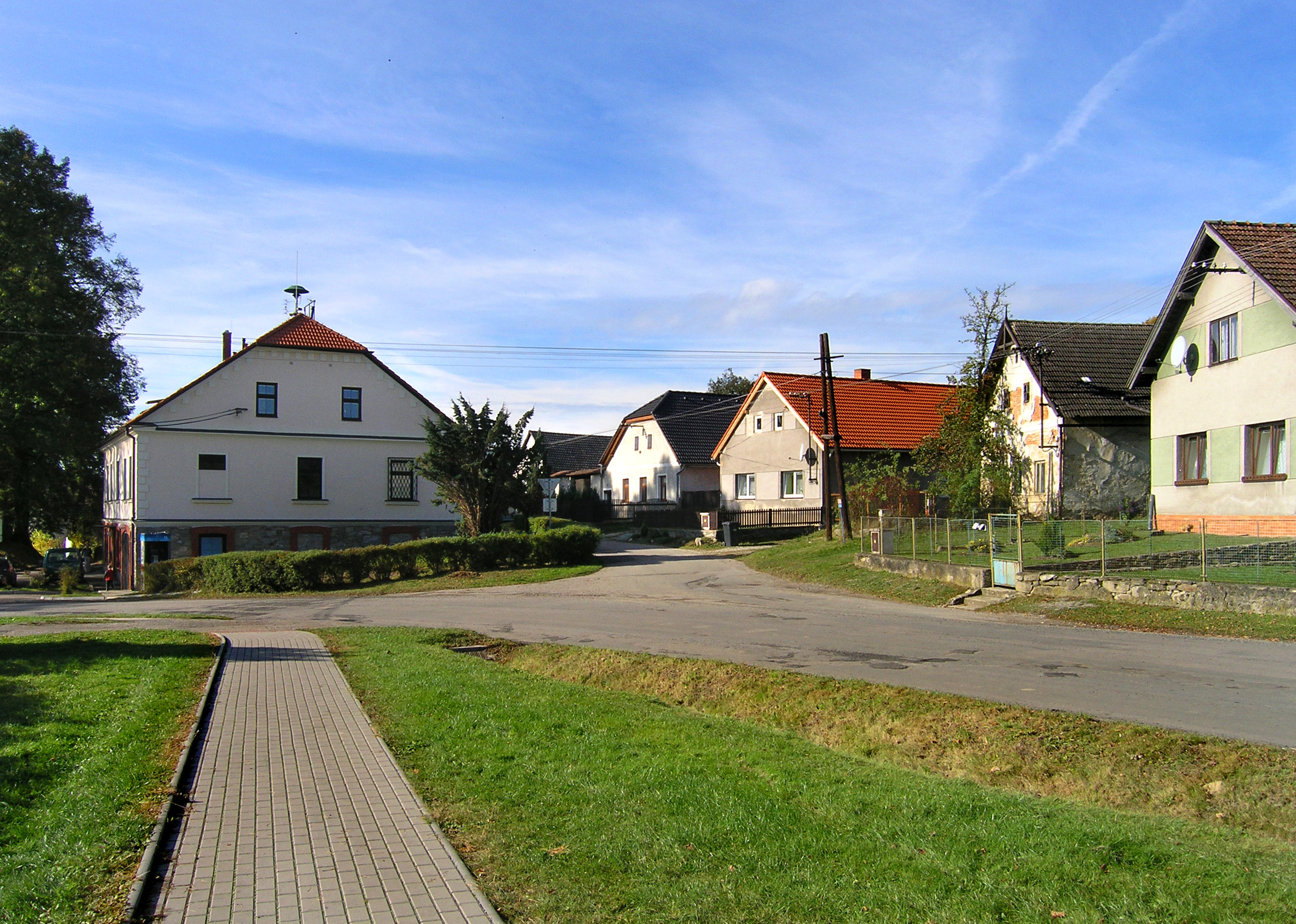
Náves
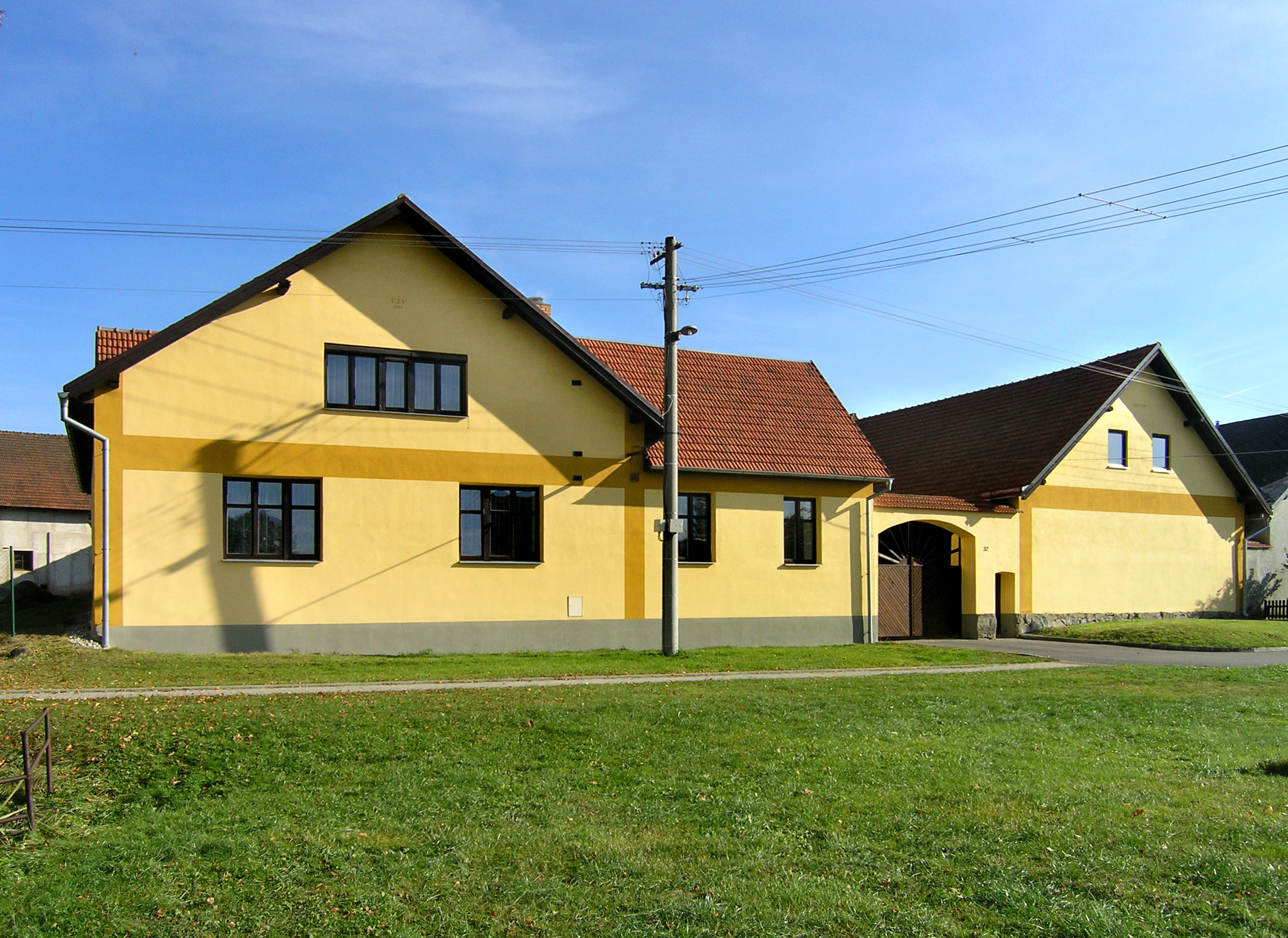
Statek na návsi
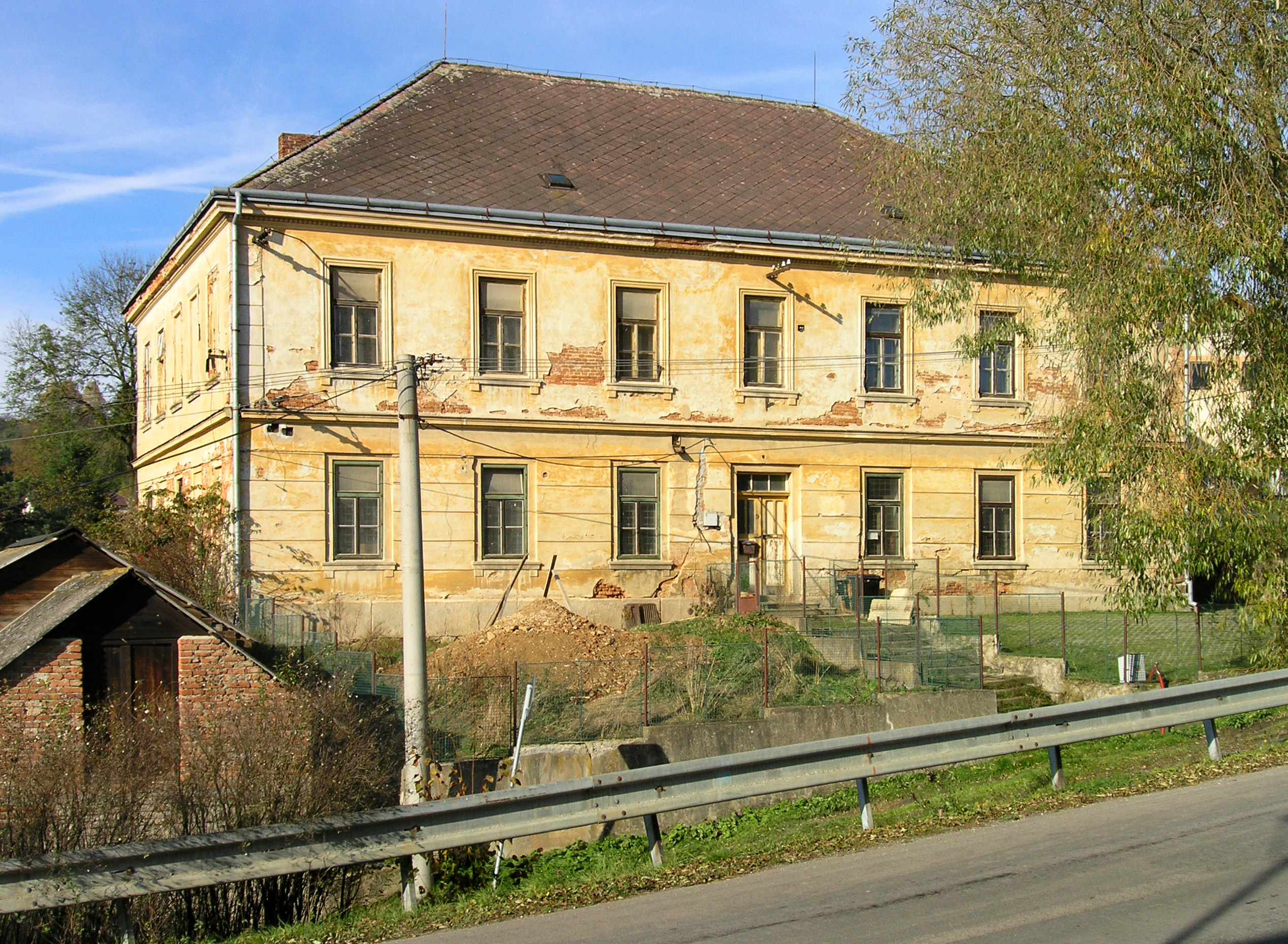
Budova bývalé školy
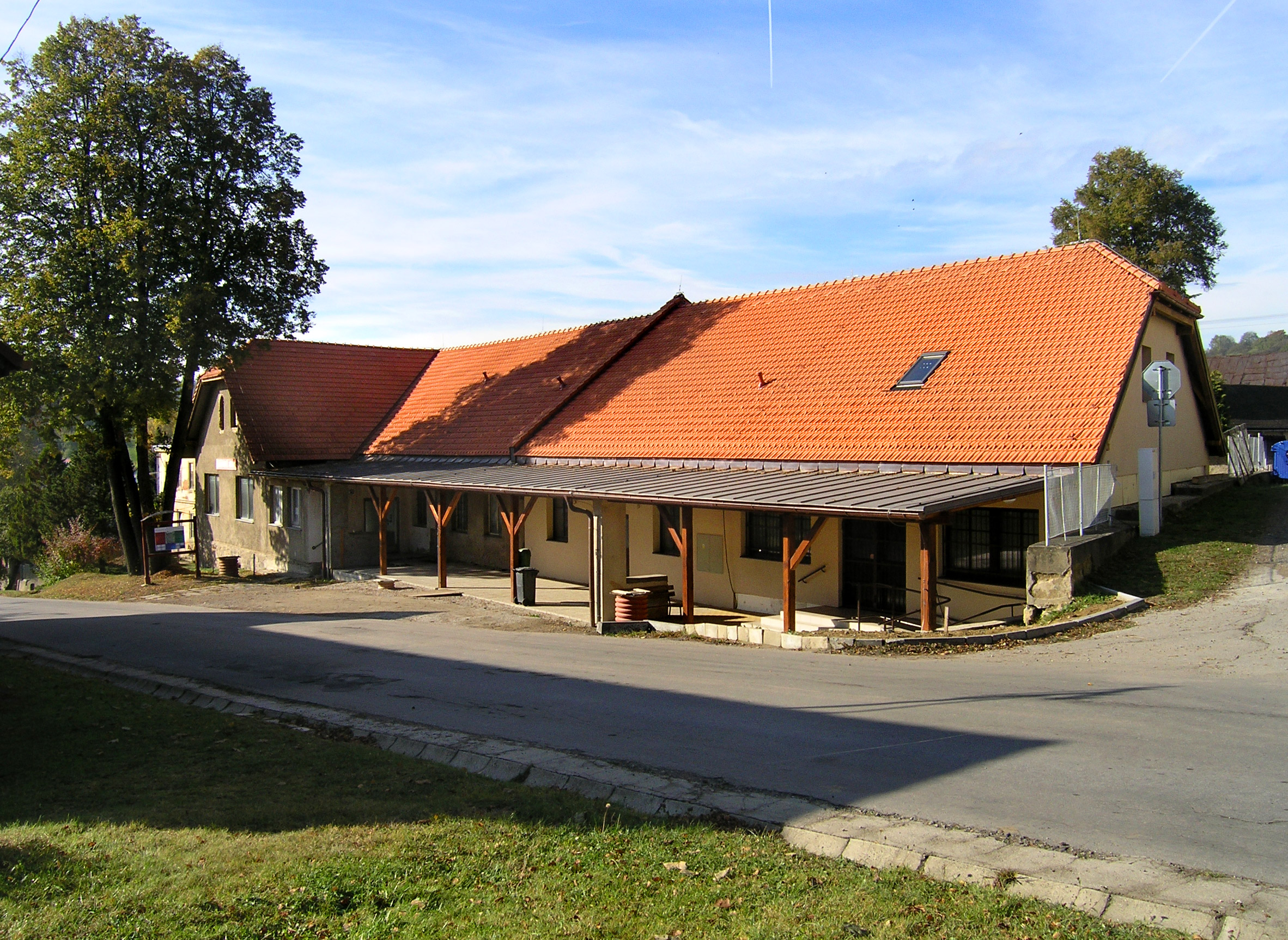
Hostinec Pod Lípou